# Heptagenia marginalis
Heptagenia marginalis je druh jepice z čeledi Heptageniidae. Přirozeně se vyskytuje v Severní Americe. Jako první tento druh popsal Banks v roce 1910.